# Johnny Eduardo
Johnny Eduardo (Rio de Janeiro, 3 de agosto de 1980) é um lutador de artes marciais mistas brasileiro, que atualmente compete no peso-galo no Ultimate Fighting Championship.

## Carreira no MMA

### Ultimate Fighting Championship
Eduardo fez sua estréia no UFC contra Raphael Assunção em 27 de Agosto de 2011 no UFC 134. Ele perdeu a luta por Decisão Unânime.
Eduardo era esperado para enfrentar Michael McDonald em 19 de Novembro de 2011 no UFC 139. Porém, Eduardo foi forçado a se retirar do combate e foi substituído por Alex Soto.
Eduardo enfrentou Jeff Curran no UFC on Fuel TV: Korean Zombie vs. Poirier. Eduardo venceu Curran por Decisão Unânime, essa foi a sua primeira vitória no UFC.
Eduardo era esperado para enfrentar Yves Jabouin em 16 de Março de 2013 no UFC 158. Porém, uma lesão o tirou do evento.
Eduardo era esperado para enfrentar o também brasileiro Lucas Mineiro em 09 de novembro de 2013 no UFC Fight Night: Belfort vs. Henderson II em Goiânia, Goiás mas uma lesão de ambos os lutadores o tiraram do card. 
Eduardo derrotou o ex-desafiante ao cinturão Eddie Wineland em 10 de Maio de 2014 no UFC Fight Night: Brown vs. Silva. Johnny surpreendeu a todos ao nocautear Wineland ainda no primeiro round após um belo overhand e um direto que derrubaram o adversário.
Eduardo enfrentou o invicto Aljamain Sterling em 10 de Dezembro de 2015 no UFC Fight Night: Namajunas vs. VanZant e foi derrotado por finalização com uma guilhotina no segundo round.

## Cartel no MMA
| Cartel no MMA   |             |             |
| 40 lutas        | 28 vitórias | 12 derrotas |
| Por nocaute     | 8           | 1           |
| Por finalização | 13          | 9           |
| Por decisão     | 7           | 2           |

| Res.    | Cartel | Oponente                       | Método                                 | Evento                                       | Data       | Round | Tempo | Local                | Notas                 |
| ------- | ------ | ------------------------------ | -------------------------------------- | -------------------------------------------- | ---------- | ----- | ----- | -------------------- | --------------------- |
| Derrota | 28-13  | Alejandro Pérez                | Finalização (chave de braço invertida) | UFC Fight Night: Santos vs. Walker           | 02/09/2021 | 2     | 4:13  | Las Vegas, Nevada    | Performance da Noite. |
| Derrota | 28-12  | Nathaniel Wood                 | Finalização (triângulo de mão)         | UFC Fight Night: Rivera vs. Moraes           | 01/06/2018 | 2     | 2:18  | Utica, Nova Iorque   |                       |
| Derrota | 28-11  | Matthew Lopez                  | Nocaute Técnico (socos)                | UFC 212: Aldo vs. Holloway                   | 03/06/2017 | 1     | 2:57  | Rio de Janeiro       |                       |
| Vitória | 28-10  | Manvel Gamburyan               | Nocaute Técnico (socos)                | UFC Fight Night: Nogueira vs. Bader II       | 19/11/2016 | 2     | 0:46  | São Paulo            |                       |
| Derrota | 27-10  | Aljamain Sterling              | Finalização (guilhotina)               | UFC Fight Night: Namajunas vs. VanZant       | 10/12/2015 | 2     | 4:18  | Las Vegas, Nevada    |                       |
| Vitória | 27-9   | Eddie Wineland                 | TKO (soco)                             | UFC Fight Night: Brown vs. Silva             | 10/05/2014 | 1     | 4:37  | Cincinnati, Ohio     | Performance da Noite. |
| Vitória | 26–9   | Jeff Curran                    | Decisão (unânime)                      | UFC on Fuel TV: Korean Zombie vs. Poirier    | 15/05/2012 | 3     | 5:00  | Fairfax, Virgínia    |                       |
| Derrota | 25–9   | Raphael Assunção               | Decisão (unânime)                      | UFC 134: Silva vs. Okami                     | 27/08/2011 | 3     | 5:00  | Rio de Janeiro       |                       |
| Vitória | 25–8   | Jose Wilson                    | Finalização (mata-leão)                | Shooto - Brazil 22                           | 01/04/2011 | 3     | 2:57  | Brasília             |                       |
| Vitória | 24–8   | Paulo Dantas                   | Decisão (unânime)                      | Shooto - Brazil 17                           | 06/08/2010 | 3     | 5:00  | Rio de Janeiro       |                       |
| Vitória | 23–8   | Francisco Chagas               | TKO (lesão na perna)                   | Jungle Fight 16                              | 17/10/2009 | 1     |       | Rio de Janeiro       |                       |
| Vitória | 22–8   | Donald Sanchez                 | Decisão (unânime)                      | Bellator 3                                   | 17/04/2009 | 3     | 5:00  | Norman, Oklahoma     |                       |
| Vitória | 21–8   | Bruno Alves                    | Finalização (mata-leão)                | TW - The Warriors                            | 19/03/2009 | 3     |       | Rio de Janeiro       |                       |
| Vitória | 20–8   | Andre Luis Oliveira            | TKO (socos)                            | Shooto - Brazil 10                           | 17/01/2009 | 1     | 2:11  | Rio de Janeiro       |                       |
| Vitória | 19–8   | Munil Adriano                  | TKO (socos)                            | RF 6 - Real Fight 6                          | 08/11/2008 | 1     | 2:20  | São José dos Campos  |                       |
| Vitória | 18–8   | Francisco Ramos                | Finalização (anaconda choke)           | WFE - Win Fight and Entertainment 1          | 28/09/2008 | 1     | 3:56  | Salvador             |                       |
| Vitória | 17–8   | Cristiano da Conceicao Justino | Finalização (armlock)                  | TG - The Glory                               | 05/07/2008 | 2     | 1:29  | Niterói              |                       |
| Vitória | 16–8   | Erinaldo dos Santos Rodrigues  | Nocaute                                | JF 9 - Warriors                              | 31/05/2008 |       |       | Rio de Janeiro       |                       |
| Vitória | 15–8   | Marcos Maciel de Oliveira      | TKO                                    | RFC - Rio FC 1                               | 28/02/2008 | 2     | 2:27  | Rio de Janeiro       |                       |
| Derrota | 14–8   | Miguel Angel Duran             | Finalização (socos)                    | Shooto Brazil 3 - The Evolution              | 07/07/2007 | 1     |       | Rio de Janeiro       |                       |
| Derrota | 14–7   | Milton Vieira                  | Finalização (anaconda choke)           | SC1 - Super Challenge 1                      | 07/10/2006 | 2     |       | Barueri              |                       |
| Vitória | 14–6   | Aritano Silva Barbosa          | Finalização (katagatame)               | GFC 1 - Gold Fighters Championship           | 20/05/2006 | 1     |       | Rio de Janeiro       |                       |
| Vitória | 13–6   | Jose Adriano                   | Finalização (chave de calcanhar)       | GF - Guarafight 2                            | 07/01/2006 | 1     | 1:08  | Guarapari            |                       |
| Derrota | 12–6   | Marcilio Villas Boas           | Finalização (armlock)                  | CF 1 - Conquista Fight 1                     | 20/12/2003 | 1     | 3:19  | Vitória da Conquista |                       |
| Vitória | 12–5   | Marcelo Cobra                  | Decisão (unânime)                      | K - NOCK                                     | 23/07/2003 | 3     | 5:00  | Rio de Janeiro       |                       |
| Derrota | 11–5   | Takuya Kuwabara                | Decisão (unânime)                      | Shooto - R.E.A.D. 2                          | 17/03/2000 | 3     | 5:00  | Tóquio               |                       |
| Derrota | 11–4   | Takanori Gomi                  | Finalização (mata-leão)                | Vale Tudo Japan 1999                         | 11/12/1999 | 3     | 1:43  | Urayasu              |                       |
| Derrota | 11–3   | Haroldo Bunn                   | Finalização (chave de joelho)          | IVC 13 - The New Generation of Lightweights  | 26/08/1999 | 1     | 7:40  | São Paulo            |                       |
| Derrota | 11–2   | Sergio Melo                    | Finalização (mata-leão)                | IVC 7 - The New Champions                    | 23/08/1998 | 1     | 16:25 | São Paulo            |                       |
| Vitória | 11–1   | Fabio Alves                    | Finalização (socos)                    | IVC 7 - The New Champions                    | 23/08/1998 | 1     | 3:30  | São Paulo            |                       |
| Vitória | 10–1   | Vanderci Garcia                | Finalização (socos)                    | IVC 7 - The New Champions                    | 23/08/1998 | 1     | 2:07  | São Paulo            |                       |
| Vitória | 9–1    | Thiago Santana                 | Decisão (unânime)                      | CJF - Campos de Jordao Freestyle             | 06/06/1998 | 2     | 8:00  | Campos do Jordão     |                       |
| Vitória | 8–1    | Rudi Desouza                   | Finalização (mata-leão)                | CJF - Campos de Jordao Freestyle             | 06/06/1998 | 1     |       | Campos do Jordão     |                       |
| Vitória | 7–1    | Wanderley Esmala               | Finalização (triangulo)                | Desafio - Freestyle de Campos                | 18/05/1998 | 1     | 15:49 | Rio de Janeiro       |                       |
| Vitória | 6–1    | Arivaldo Souza                 | TKO (socos)                            | GF - Guaratingueta Freestyle 1               | 30/08/1997 | 2     |       | Guaratinguetá        |                       |
| Vitória | 5–1    | Guilherme Santos               | Finalização (mata-leão)                | GF - Guaratingueta Freestyle 1               | 30/08/1997 | 1     |       | Guaratinguetá        |                       |
| Vitória | 4–1    | Marcos Rodrigues               | Decisão (unânime)                      | GF - Guaratingueta Freestyle 1               | 30/08/1997 | 2     | 8:00  | Guaratinguetá        |                       |
| Vitória | 3–1    | Douglas Nascimento             | Finalização (chave de tornozelo)       | IFO - Itajuba Freestyle Open                 | 05/04/1997 | 3     |       | Itajubá              |                       |
| Vitória | 2–1    | Claudionor Cardoso da Silva    | Decisão (unânime)                      | IFO - Itajuba Freestyle Open                 | 05/10/1997 | 2     | 8:00  | Itajubá              |                       |
| Vitória | 1–1    | Paulo Arum                     | Finalização (chave de calcanhar)       | IFO - Itajuba Freestyle Open                 | 05/04/1997 | 1     |       | Itajubá              |                       |
| Derrota | 0–1    | Wander Braga                   | Finalização (mata-leão)                | BVF 6 - Campeonato Brasileiro de Vale Tudo 1 | 01/11/1996 | 1     | 4:33  | Belo Horizonte       |                       |